# Yury Gazinsky
Yury Aleksandrovich Gazinsky (tiếng Nga: Юрий Александрович Газинский; sinh ngày 20 tháng 7 năm 1989) là cầu thủ bóng đá người Nga chơi ở vị trí tiền vệ phòng ngự cho Krasnodar và đội tuyển Nga.

## Sự nghiệp câu lạc bộ
Tháng 5 năm 2013, Gazinsky kí hợp đồng 3 năm với FC Krasnodar.

## Sự nghiệp quốc tế
Anh được gọi lên đội tuyển bóng đá quốc gia Nga vào tháng 5 năm 2015 tham dự vòng loại giải vô địch bóng đá châu Âu 2016 trước Thụy Điển và trước Liechtenstein. Anh thi đấu trận đầu tiên cho đội tuyển vào ngày 31 tháng 8 năm 2016 trong trận giao hữu với Thổ Nhĩ Kỳ.
Ngày 11 tháng 5 năm 2018, anh có tên trong danh sách tham dự giải bóng đá vô địch thế giới 2018. Ngày 3 tháng 6 năm 2018, anh trở thành thành phần chính trong đội hình. Ngày 14 tháng 6 năm 2018, anh ghi bàn thắng đầu tiên của World Cup 2018 vào phút thứ 12 trong trận đấu mở màn trước Ả Rập Xê Út. Nga thắng trận đấu với tỉ số 5–0. Đội tuyển Nga sau đó gây bất ngờ lớn khi vượt qua vòng bảng đứng ở vị trí thứ nhì bảng A với 6 điểm, loại ứng cử viên vô địch Tây Ban Nha ở vòng 16 đội và chỉ chịu thua Croatia ở tứ kết đều ở loạt sút luân lưu 11 mét.

### Bàn thắng quốc tế
| # | Ngày                | Địa điểm                           | Đối thủ     | Bàn thắng | Kết quả | Giải đấu       |
| - | ------------------- | ---------------------------------- | ----------- | --------- | ------- | -------------- |
| 1 | 14 tháng 6 năm 2018 | Sân vận động Luzhniki, Moscow, Nga | Ả Rập Xê Út | 1–0       | 5–0     | World Cup 2018 |

## Thống kê sự nghiệp

### Câu lạc bộ
Tính đến 15 tháng 3 năm 2020
| Câu lạc bộ     | Mùa giải       | Giải vô địch   | Giải vô địch | Giải vô địch | Cúp  | Cúp | Châu lục | Châu lục | Khác | Khác | Tổng số | Tổng số |
| Câu lạc bộ     | Mùa giải       | Hạng đấu       | Trận         | Bàn          | Trận | Bàn | Trận     | Bàn      | Trận | Bàn  | Trận    | Bàn     |
| -------------- | -------------- | -------------- | ------------ | ------------ | ---- | --- | -------- | -------- | ---- | ---- | ------- | ------- |
| Luch-Energiya  | 2010           | FNL            | 14           | 1            | 0    | 0   | —        | —        | —    | —    | 14      | 1       |
| Luch-Energiya  | 2011–12        | FNL            | 37           | 2            | 3    | 0   | —        | —        | —    | —    | 40      | 2       |
| Luch-Energiya  | Tổng cộng      | Tổng cộng      | 51           | 3            | 3    | 0   | —        | —        | —    | —    | 54      | 3       |
| Torpedo Moscow | 2012–13        | FNL            | 29           | 3            | 1    | 0   | —        | —        | —    | —    | 30      | 3       |
| FC Krasnodar   | 2013–14        | RPL            | 29           | 1            | 4    | 0   | —        | —        | —    | —    | 33      | 1       |
| FC Krasnodar   | 2014–15        | RPL            | 21           | 0            | 2    | 0   | 11       | 1        | —    | —    | 34      | 1       |
| FC Krasnodar   | 2015–16        | RPL            | 21           | 0            | 3    | 0   | 10       | 1        | —    | —    | 34      | 1       |
| FC Krasnodar   | 2016–17        | RPL            | 29           | 2            | 3    | 0   | 12       | 0        | —    | —    | 44      | 2       |
| FC Krasnodar   | 2017–18        | RPL            | 28           | 2            | 0    | 0   | 3        | 0        | —    | —    | 31      | 2       |
| FC Krasnodar   | 2018–19        | RPL            | 28           | 2            | 4    | 0   | 9        | 1        | —    | —    | 41      | 3       |
| FC Krasnodar   | 2019–20        | RPL            | 4            | 0            | 0    | 0   | 2        | 0        | —    | —    | 6       | 0       |
| FC Krasnodar   | Tổng số        | Tổng số        | 160          | 7            | 16   | 0   | 47       | 3        | —    | —    | 223     | 10      |
| Tổng sự nghiệp | Tổng sự nghiệp | Tổng sự nghiệp | 240          | 13           | 21   | 0   | 47       | 3        | 0    | 0    | 308     | 16      |

### Quốc tế
Tính đến ngày 14 tháng 10 năm 2020
| Nga       | Nga     | Nga       |
| Năm       | Số trận | Bàn thắng |
| --------- | ------- | --------- |
| 2016      | 4       | 0         |
| 2017      | 1       | 0         |
| 2018      | 10      | 1         |
| 2019      | 2       | 0         |
| 2020      | 4       | 0         |
| Tổng cộng | 21      | 1         |